# همه‌چیز روشن شده‌است
همه‌چیز روشن شده‌است (به انگلیسی: Everything Is Illuminated) فیلمی محصول سال ۲۰۰۵ و به کارگردانی لیو شرایبر است. در این فیلم بازیگرانی همچون الیجا وود، اوجن هوتز، بوریس لسکین، لاریسا لارنت ایفای نقش کرده‌اند.